# Flavy-le-Martel
Flavy-le-Martel es una comuna francesa situada en el departamento de Aisne, de la región de Alta Francia.

## Geografía
Flavy-le-Martel está ubicada a 16 km al sur de San Quintín.

## Demografía
| 1 507 | 1 543 | 1 560 | 1 504 | 1 563 | 1 520 | 1 636 | 1 676 |
| Para los censos de 1962 a 1999 la población legal corresponde a la población sin duplicidades (Fuente: INSEE [Consultar]) |       |       |       |       |       |       |       |